# Полон

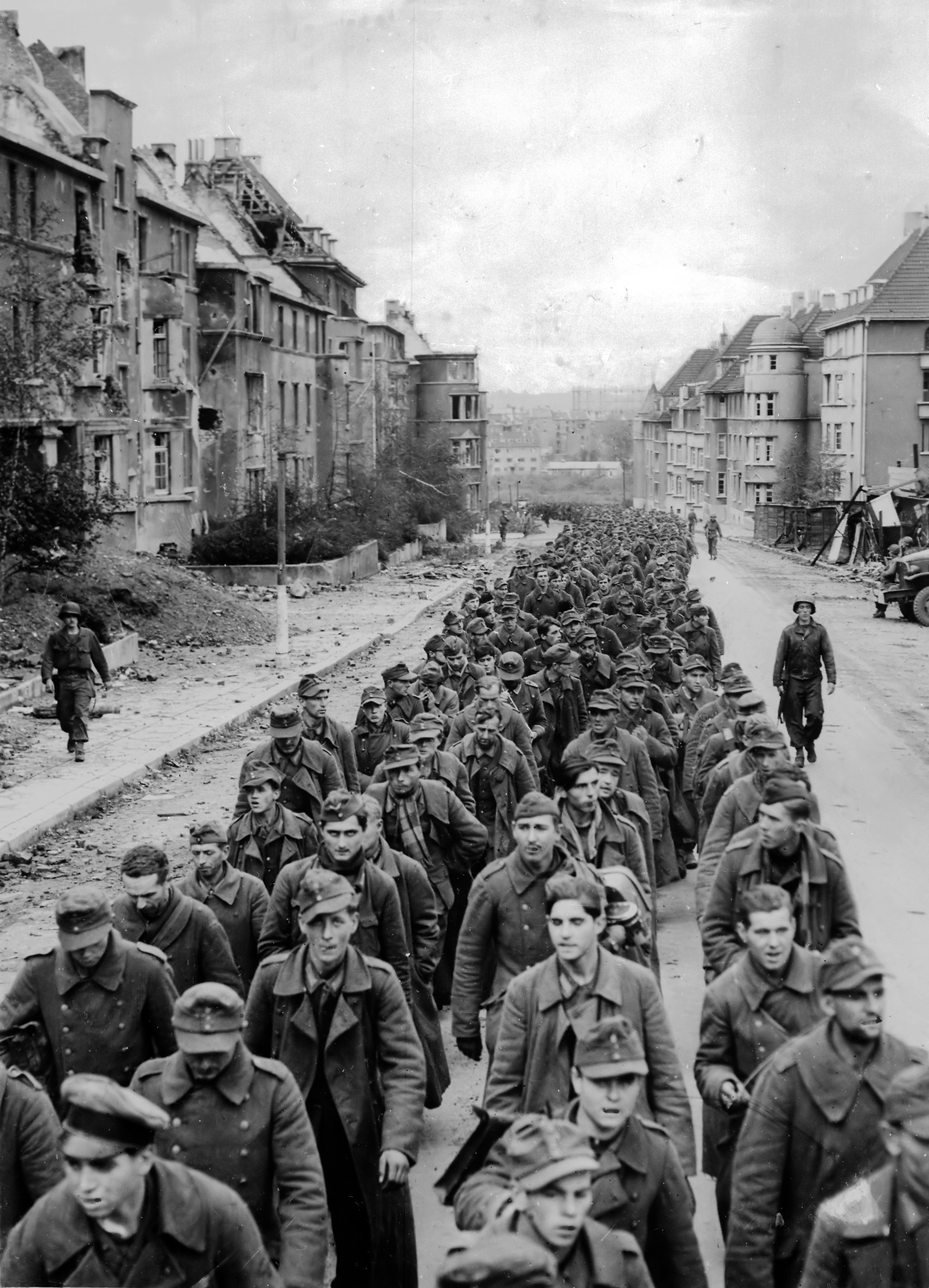
Німецькі військовополонені. Аахен. Жовтень 1944

Поло́н — обмеження свободи особи, що брала участь у військових діях, з метою недопущення його до подальшої участі в них. Особа, що потрапила в полон називається полонений (староукраїнською — бранець, полоненник). Право брати у полон, за правилами сучасного міжнародного права, належить виключно державі в особі її військових органів; приватні особи нікого на війні не мають права брати у полон.